# La Ceiba
La Ceiba er en by i det nordlige Honduras med et indbyggertal (pr. 2008) på cirka 180.000. Byen ligger på kysten ved det Caribiske Hav og blev grundlagt i 1877.